# Ambasada Gruzji w Budapeszcie
Ambasada Gruzji w Budapeszcie – misja dyplomatyczna Gruzji na Węgrzech.
Ambasador Gruzji w Budapeszcie akredytowany jest również w Republice Chorwacji oraz w Czarnogórze.

## Historia

### Węgry
Gruzja nawiązała stosunki dyplomatyczne z Węgrami 14 maja 1992. Pierwszego ambasadora przy władzach węgierskich mianowano w 2001. Do 2009 na Węgrzech akredytowany był ambasador Gruzji w Wiedniu. W 2009 otwarto gruzińską placówkę w Budapeszcie.

### Chorwacja
Gruzja nawiązała stosunki dyplomatyczne z Chorwacją 1 lutego 1993. Pierwszego ambasadora w Chorwacji mianowano w 2007. Do 2010 w Chorwacji akredytowany był ambasador Gruzji w Atenach. Następnie odpowiedzialność za kontakty z tym krajem przeniesiono do ambasady w Budapeszcie.

### Czarnogóra
Gruzja nawiązała stosunki dyplomatyczne z Czarnogórą 29 października 2007. Ambasadorów w Czarnogórze władze gruzińskie mianują od 2010 i zawsze byli to szefowie ambasady w Budapeszcie.

## Ambasadorzy
- Zviad Chumburidze (2009 - 2013)
- Zaza Kandelaki (2013 - 2018)
- Zaal Gogsadze (2018 - nadal)[1]